# Adejeania honesta
Adejeania honesta är en tvåvingeart som först beskrevs av Camillo Rondani 1851.  Adejeania honesta ingår i släktet Adejeania och familjen parasitflugor.
Artens utbredningsområde är Ecuador. Inga underarter finns listade i Catalogue of Life.